# Cleanov, Dolj
Cleanov este un sat în comuna Carpen din județul Dolj, Oltenia, România.

## Obiective turistice
- Monumentul Eroilor Români din Primul Război Mondial. Monument arhitectonic ridicat în memoria eroilor din localitate morți în Primul Război Mondial. Este amplasat în centrul civic al satului și a fost realizat în anul 1939, de către sculptorul Mischiu. Întregul edificiu este construit din cărămidă, tencuit cu mozaic din praf de marmură și ciment. Are patru fațade identice, cu câte o arcadă pe coloane, surmontat de o cruce, plan pătrat cu visterie, bazin de apă și cinci guri de izvor. Înălțimea totală a monumentului este de 3,20 m și este împrejmuit cu gard de beton.

 Acest articol despre o localitate din județul Dolj este deocamdată un ciot. Puteți ajuta Wikipedia prin completarea lui.